# جورجي مان
جورجي مان (بالرومانية: Gheorghe Man)‏ هو مبارز بالسيف روماني، (و. 1914  م).

## وصلات خارجية
- جورجي مان على موقع أوليمبيديا (الإنجليزية)